# Ламрани, Абдаллах
Абдалла́х Ламра́ни (араб. عبد الله العمراني‎; 1946, Марокко — 14 апреля 2019, Рабат, Марокко) — марокканский футболист, игравший на позиции защитника; участник чемпионата мира 1970 года.

## Биография

### Карьера в сборной
В составе сборной Марокко принимал участие на чемпионате мира 1970 года, где сыграл в двух матчах группового этапа — со сборными ФРГ (1:2) и Перу (0:3). Марокканцы не смогли преодолеть групповой этап, заняв в группе последнее место. 
В составе марокканской сборной принимал участие на олимпийском турнире 1972 года, где был основным игроком и сыграл в 5 матчах на турнире.
Всего за сборную Марокко сыграл 44 матча, в которых не отметился забитыми мячами.

### Смерть
Скончался 14 апреля 2019 года на 74-м году жизни.